# (2267) Agassiz
(2267) Agassiz (1977 RF; 1933 BB1; 1973 FJ1; 1976 JB) ist ein Asteroid des inneren Hauptgürtels, der am 9. September 1977 am Oak-Ridge-Observatorium des Harvard-Smithsonian Center for Astrophysics in Harvard (Massachusetts) (IAU-Code 801) entdeckt wurde.

## Benennung
(2267) Agassiz wurde nach dem schweizerisch-US-amerikanischen Naturforscher Louis Agassiz (1807–1873) benannt, der Professor an der Harvard University war. Sein Sohn Alexander Agassiz war Zoologe und Ozeanograf. Nach seinem Enkel George Agassiz ist das Agassiz Station (zweiter Name des Oak-Ridge-Observatoriums) benannt. Der Marskrater Agassiz wurde ebenfalls nach ihm benannt.